# Arktogäa
Arktogäa (dal greco ἄρκτος árktos "settentrione" e γαῖα gâia "terra", quindi "terra del Nord", con grafia tedesca) è un continente mitico, assimilabile a quelli di Iperborea, Thule e di Pan. A differenza di questi non ha mai avuto una collocazione precisa, potendo riferirsi a qualsiasi territorio sopra il Circolo polare artico.
Il nome venne creato nei circoli razzisti ed esoterici in Germania, come l'ipotetica terra nativa degli "ariani".